# ایخ‌خت
شهرستان ایخ‌خِت (به زبان مغولی: Иххэт сум، [Ixxet sum]؛ ᠶᠡᠬᠡ ᠬᠡᠲᠡ ᠰᠤᠮᠤ، [yeke kete sumu]) یک شهرستان (سُوم) و شهرک (توخسون) در مغولستان است که در استان دورنوغوبی واقع شده‌است. ایخ‌خِت ۴٬۱۵۲٫۵۲ کیلومتر مربع مساحت دارد.

## تقسیمات اداری
شهرستان ایخ‌خِت متشکل از ۳ قصبه (باغ) می‌باشد، شامل:
- بایان (مغولی: Баян баг، [Bajan bag]؛ ᠪᠠᠶ᠋ᠠᠨ ᠪᠠᠭ، [bayan baɣ])
- بوردِنه (مغولی: Бүрдэнэ баг، [Bürdene bag]؛ ᠪᠦᠷᠢᠳᠡᠨᠢ ᠪᠠᠭ، [bürideni baɣ])
- جولِگت (مغولی: Зүлэгт баг، [Zülegt bag]؛ ᠵᠦᠯᠭᠡᠲᠦ ᠪᠠᠭ، [jülgetü baɣ])